# Верхний Ландех
Ве́рхний Ла́ндех — посёлок городского типа в Ивановской области России, административный центр Верхнеландеховского района и Верхнеландеховского городского поселения.

## Этимология
Наиболее вероятно, что название посёлка происходит от гидронима — реки Ландех, на которой он расположен. До XVIII века в документах также встречался вариант Верхний Ландих.

## География
Посёлок расположен на юго-востоке Ивановской области, в 115 км от областного центра города Иванова, на берегу реки Ландех. Ближайшая железнодорожная станция Шуя находится в 85 км. Климат умеренно-континентальный.

## История
Впервые Верхний Ландех упоминается в 1621 году в жалованной грамоте царя Михаила Фёдоровича боярину князю Д. М. Пожарскому. Согласно переписным книгам 1678 года, половина села принадлежала князю Юрию Алексеевичу Долгорукову, а другая — князю Юрию Ивановичу Пожарскому. Позднее, в разное время, селом или его частями владели Г. А. Потёмкин, В. Д. Соломирский, С. В. Кокошкин и другие. К началу XIX века посёлок стал примечателен еженедельными торгами и годовыми ярмарками.
В XVII веке в селе уже были деревянные церкви. В XVIII—XIX веках были построены каменные храмы: Вознесенская церковь (1731), Ильинская церковь (1790) и Никольский собор (1863). На кладбище в 1780 году была возведена деревянная Петропавловская церковь. С 1863 года в селе действовала земская народная школа.
В XIX — первой четверти XX века село являлось центром Верхне-Ландеховской волости Гороховецкого уезда Владимирской губернии. По данным 1859 года в селе насчитывалось 147 дворов, а в 1905 году — 68 дворов.
С 1929 года село стало центром района. Решением Ивановского облисполкома от 9 сентября 1985 года село Верхний Ландех было отнесено к категории рабочих посёлков, получив статус посёлка городского типа.

## Население
| 1859  | 1897  | 1905  | 1959  | 1989  | 2002  | 2009  |
| ----- | ----- | ----- | ----- | ----- | ----- | ----- |
| 662   | ↘630  | ↘452  | ↗1452 | ↗2140 | ↘2080 | ↘1898 |
| 2010  | 2012  | 2013  | 2014  | 2015  | 2016  | 2017  |
| ↗2027 | ↘1967 | ↘1912 | ↘1907 | ↘1876 | ↘1807 | ↘1755 |
| 2018  | 2019  | 2020  | 2021  |       |       |       |
| ↘1702 | ↘1683 | ↘1643 | ↘1633 |       |       |       |

Национальный состав
По итогам переписи населения 2020 года проживали следующие национальности (национальности менее 0,1% и другое, см. в сноске к строке «Другие»):
| Национальность | Численность, чел. | Доля    |
| -------------- | ----------------- | ------- |
| Русские        | 1550              | 94,92%  |
| Аварцы         | 11                | 0,67%   |
| Киргизы        | 7                 | 0,43%   |
| Даргинцы       | 5                 | 0,31%   |
| Украинцы       | 4                 | 0,24%   |
| Табасараны     | 3                 | 0,18%   |
| Лезгины        | 2                 | 0,12%   |
| Другие         | 51                | 3,13%   |
| Итого          | 1633              | 100,00% |

## Экономика
Верхний Ландех исторически известен как центр народного промысла — строчевой вышивки. С 1880-х годов он приобрёл известность в России и за её пределами благодаря деятельности предпринимателей Николая Люблинского и уроженца посёлка Николая Елисеева. Продукция местных мастериц удостаивалась медалей на Всемирной выставке в Чикаго (1893) и Всероссийской выставке в Нижнем Новгороде (1896). После революции промысел был возрождён в рамках строчевой артели (1921), изделия которой также получали призы на выставках, в том числе в Париже (1938). Позднее на базе артели была создана Верхнеландеховская строчевышивальная фабрика, ставшая ведущим предприятием в своей отрасли в области. В 1997 году она была преобразована в ОАО «Велас».

## Достопримечательности и культура

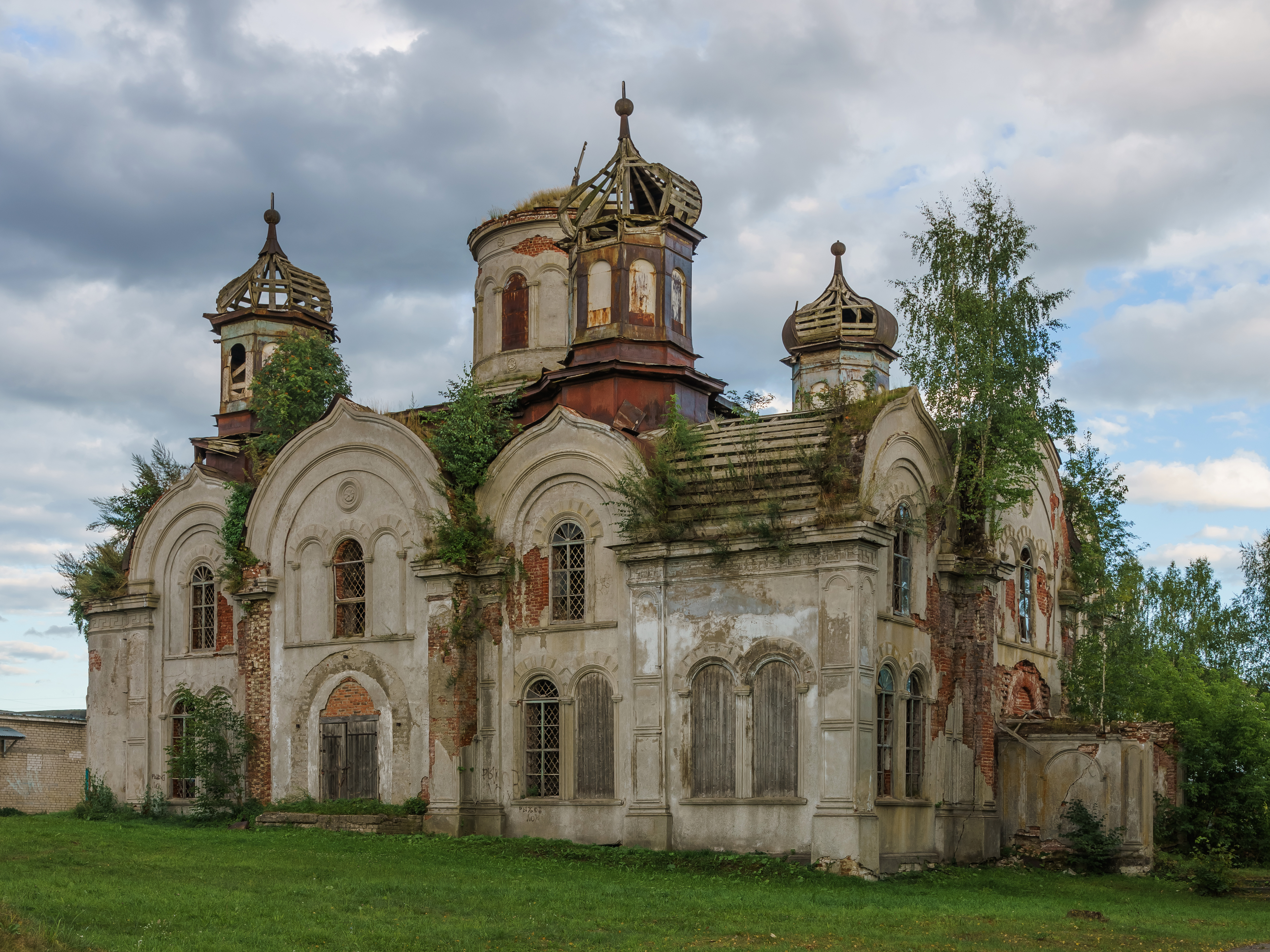
Никольская церковь

В посёлке сохранились образцы гражданской застройки XIX века, в том числе бывшие торгово-складские палатки и дома купцов (Рыжова, Орлова, Елисеева). Архитектурные постройки посёлка включены в «Свод памятников архитектуры и монументального искусства России».
Основу архитектурного наследия составляет храмовый комплекс:
- Ансамбль Никольского собора (1863) и Вознесенской церкви (1731).
- Ильинская церковь (1790).
- Петропавловская церковь (1780) — кладбищенская, была отреставрирована в 1994 году и является действующей[4].

В центре посёлка в 1968 году установлен памятник воинам, погибшим в годы Великой Отечественной войны. На территории местной школы установлен бронзовый бюст И. В. Малыгина. В посёлке функционирует Верхнеландеховский дом ремёсел.

## События и фестивали
Ежегодно в июле в посёлке проводится гастрономический фестиваль «Черничное гулянье». По информации организаторов, место проведения обусловлено наличием в окружающих лесах крупных черничников, известных за пределами Ивановской области. В программу фестиваля входят выступления творческих коллективов, конкурсы и дегустация блюд и напитков из черники.

## Известные уроженцы
- Бакушинский, Анатолий Васильевич (1883—1939) — советский искусствовед, теоретик и практик музейного дела, уроженец села[5].
- Малыгин, Иван Васильевич (1887—1918) — революционер, один из 26 бакинских комиссаров. Родился в деревне Марково, входившей в Верхне-Ландеховскую волость; в посёлке установлен его бюст[4].
- Тарутин, Пётр Васильевич (1858—1934) — крестьянин, член IV Государственной думы от Владимирской губернии, уроженец села.